# La Playa (Barranquilla)
Eduardo Santos-La Playa es uno de los dos centros poblados del distrito colombiano de Barranquilla. Ubicado al noroccidente en la localidad de Riomar. 

## Historia
La Playa fue originalmente corregimiento de Puerto Colombia. Tiene antecedentes de existencia desde principios del siglo XX llamándose originalmente " La playa " y cambiándose posteriormente en honor al entonces presidente Eduardo Santos Montejo debido a una visita que este realizaba en tren. En la década de 1970 y posteriores una gran zona fue invadida por personas desplazadas. 
En décadas posteriores la policía se movilizaba constantemente  a dicha zona para desalojar las invasiones haciendo uso en muchos casos de maquinaria pesada de construcción para destruir las casas cabañas y cambuches de los recién llegados. Por lo que la vida para estos fue muy dura en un principio. El Acto Legislativo 01 de 1993, en el que se erige a Barranquilla en Distrito Especial Industrial y Portuario, establece también que La Playa pasa a integrar el distrito de Barranquilla. En el año 2005, el político y constructor colombiano Alejandro Char construyó el conjunto residencial Adelita de Char junto al arroyo León. 
Situado a 7 km al noroccidente de Barranquilla, está edificada en un terreno variable, y con cierta inclinación hacia la Ciénaga de Mallorquín. Limita al sur con las canteras el Triunfo y montes densos, al norte con la ciénaga, al oeste con el kilómetro 7 de la antigua Vía al Mar (Corredor Universitario) y al este con un abismo, generado por las exploraciones de la cantera.

## Demografía
La Playa tiene una población aproximada de 21 400 habitantes de estratos 1, 2, 3 y desplazados.

## Economía
Los habitantes iniciales de La Playa se dedicaban a la pesca, agricultura minoritaria y corte de leña. Aunque estas actividades aún son explotadas, la pesca se ha vuelto un negocio con cierta pérdida y de difícil obtención, desde que la constructora Adelita de Char secó un tramo importante del arroyo León, con lo que el agua perdió fluidez y oxigenación, provocando en conjunto con el dragado de la ciénaga de Mallorquín para el proyecto de un  superpuerto de aguas profundas de Barranquilla, una mortandad de peces, y animales locales, y acelerando la deforestación de manglares que ya avanzaba debido a la inadecuada actividad humana y destruyendo casi por completo el turismo y la pesca que hasta entonces era un sector importante de la economía. 
Económicamente, La Playa se ha convertido en un sector comercial. En la vía La Playa - Las Flores se destaca la compraventa de productos manufacturados, ropa y comida, que impulsan el comercio local y aislado.

## Infraestructura

### Salud
La alcaldía de Barranquilla, informó a inicios de 2013 la construcción de un PASO para el centro poblado, actualmente ya se encuentra en funcionamiento.
La Playa, cuenta con un centro médico privado (LOFAN) ubicado cerca al colegio Pies descalzos , y un puesto de salud ubicado en el barrio "Villa Esperanza" de dicho centro poblado.

### Electricidad
Desde el 2021 la Empresa Encargada es Air-E para suministrarle el servicio de la electricidad al centro poblado.

### Agua
El 92% de los habitantes cuentan con un servicio ininterrumpido de agua.
sin embargo es usual que el agua se vaya por la noche en algunos periodos del año

### Educación
La Playa cuenta con 4 IED (El Cañahuate, Eduardo Santos, San Vicente de Paúl) y varios colegios pequeños privados de educación básica. En 2009, la cantante Shakira inauguró el megacolegio «Pies Descalzos».

### Transporte
Antes, como corregimiento solo contaba con 3 rutas de autobuses, dos de ellos con "nevadas" en La Playa. Hoy en día cuenta con varias rutas de autobuses, hacia la ciudad. En un intento de disminuir el aislamiento geográfico y dado el desplazamiento de habitantes del casco urbano de Barranquilla hacia las nuevas urbanizaciones que se han construido en La Playa, el centro poblado cuenta con una completa alimentación de rutas de buses, de las empresas Cootransnorte, Transportes Lolaya y la más famosa, Sobusa, con rutas en toda la ciudad.

## Cultura
El centro poblado fue escenario del cortometraje La langosta azul clasificada  como una película de ficción, surrealista publicada en 1954 y dirigida por Álvaro Cepeda Samudio, Enrique Grau Araújo, Luis Vicens, y Gabriel García Márquez bajo la productora Los Nueve - Seis - Tres.[cita requerida]